# Meeting Iberoamericano de Atletismo

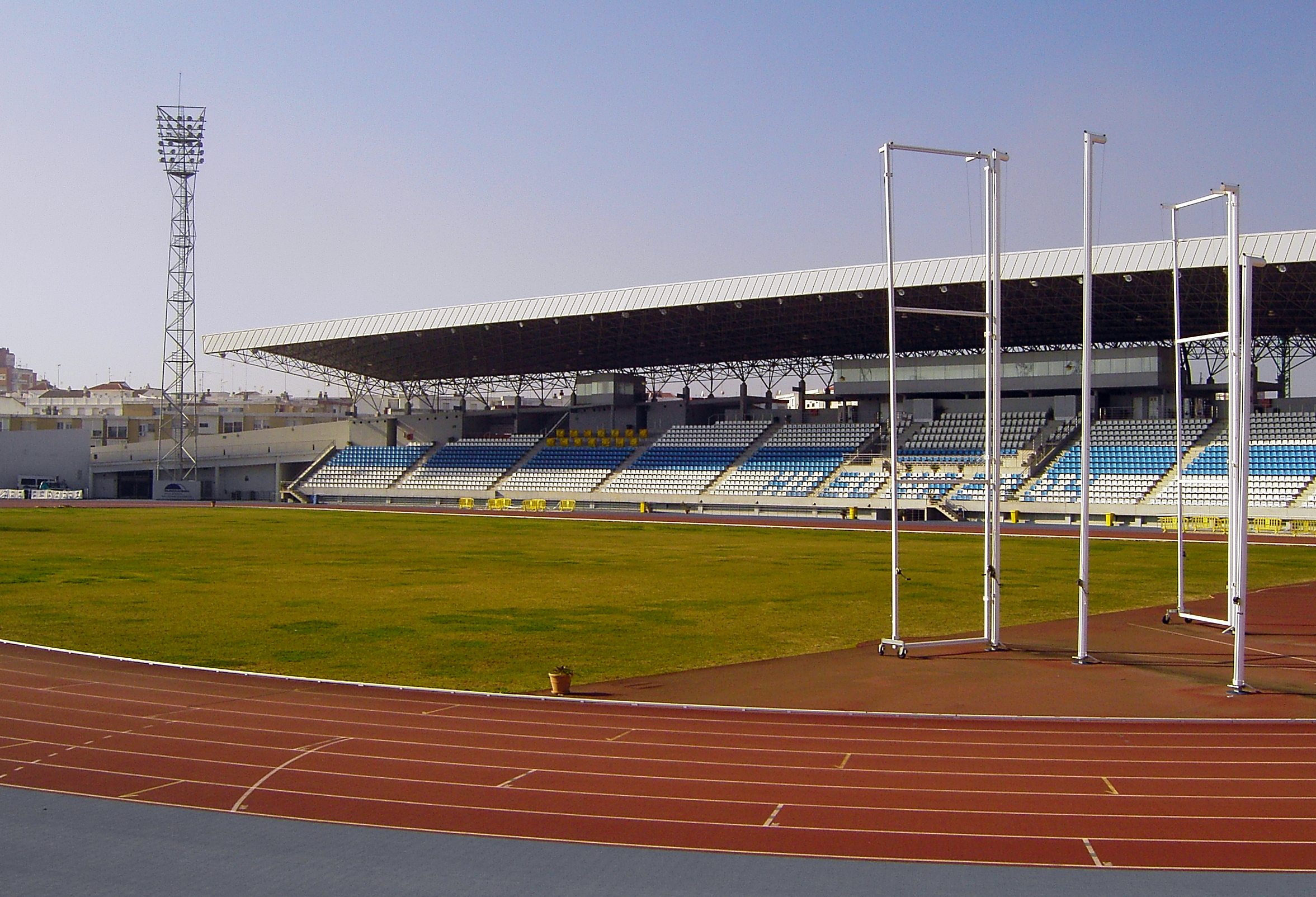

Le Meeting Iberoamericano de Atletismo est un meeting international d'athlétisme organisé chaque année à Huelva depuis 2005 par la Fédération royale espagnole d'athlétisme. En 2016 s'est tenue la 12e édition.
Il porte ce nom en raison des 11es Championnats ibéro-américains d'athlétisme 2004 qui se sont déroulés à Huelva en 2004.

## Records du meeting

### Hommes
| Épreuve           | Record         | Athlète                    | Nationalité  | Date         | Réf. |
| ----------------- | -------------- | -------------------------- | ------------ | ------------ | ---- |
| 100 m             | 10 s 19        | Francis Obikwelu           | Portugal     | 20 juin 2006 |      |
| 400 m             | 45 s 04        | Brandon Simpson            | États-Unis   | 20 juin 2006 |      |
| 800 m             | 1 min 44 s 44  | Saúl Ordóñez               | Espagne      | 8 juin 2018  |      |
| 1 500 m           | 3 min 32 s 40  | Sadik Mikhou               | Bahreïn      | 3 juin 2016  |      |
| 3 000 m           | 7 min 42 s 16  | Juan Carlos de la Ossa     | Espagne      | 7 juin 2005  |      |
| 5 000 m           | 12 min 58 s 41 | Sileshi Sihine             | Éthiopie     | 13 juin 2008 |      |
| 110 m haies       | 13 s 45        | Tyrone Akins               | États-Unis   | 9 juin 2010  |      |
| 400 m haies       | 49 s 00        | Quincy Downing             | États-Unis   | 8 juin 2018  |      |
| 3 000 m steeple   | 8 min 11 s 36  | Tareq Mubarak Taher        | Bahreïn      | 20 juin 2006 |      |
| Saut en hauteur   | 2,35 m         | Aleksey Dmitrik            | Ukraine      | 2 juin 2011  |      |
| Saut à la perche  | 5,40 m         | Igor Bychkov Lázaro Borges | Espagne Cuba | 9 juin 2010  |      |
| Saut en longueur  | 8,16 m         | James Beckford             | Jamaïque     | 20 juin 2006 |      |
| Triple saut       | 16,72 m        | Vicente Docavo             | Espagne      | 7 juin 2012  |      |
| Lancer du poids   | 21,32 m        | Christian Cantwell         | États-Unis   | 7 juin 2005  |      |
| Lancer du disque  | 65,99 m        | Mario Pestano              | Espagne      | 20 juin 2006 |      |
| Lancer du javelot | 83,70 m        | Guillermo Martínez         | Cuba         | 20 juin 2006 |      |

### Femmes
| Épreuve           | Record         | Athlète                              | Nationalité    | Date                     | Réf. |
| ----------------- | -------------- | ------------------------------------ | -------------- | ------------------------ | ---- |
| 100 m             | 11 s 43        | Ivet Lalova                          | Bulgarie       | 13 septembre 2007        |      |
| 200 m             | 23 s 34        | Yelizaveta Bryzhina                  | Ukraine        | 9 juin 2010              |      |
| 400 m             | 51 s 23        | Indira Terrero                       | Cuba           | 13 juin 2008             |      |
| 800 m             | 1 min 58 s 18  | Zulia Calatayud                      | Cuba           | 20 juin 2006             |      |
| 1 000 m           | 2 min 33 s 06  | Mayte Martínez                       | Espagne        | 13 septembre 2007        |      |
| 1 500 m           | 4 min 03 s 87  | Mary Kuria Wangari                   | Kenya          | 7 juin 2012              |      |
| 3 000 m           | 8 min 35 s 86  | Natalia Rodríguez                    | Espagne        | 10 juin 2009             |      |
| 5 000 m           | 15 min 10 s 13 | Alemitu Hawi                         | Éthiopie       | 3 juin 2016              |      |
| 100 m haies       | 12 s 82        | Josephine Onyia                      | Espagne        | 13 juin 2008             |      |
| 400 m haies       | 54 s 77        | Vania Stambolova                     | Bulgarie       | 12 juin 2013             |      |
| 3 000 m steeple   | 9 min 11 s 18  | Eunice Jepkorir                      | Kenya          | 13 juin 2008             |      |
| Saut en hauteur   | 1,98 m         | Ruth Beitia                          | Espagne        | 13 juin 2008             |      |
| Saut à la perche  | 4,40 m         | Tatiana Grigorieva                   | Australie      | 20 juin 2006             |      |
| Saut en longueur  | 6,47 m         | Viktoriya Rybalko Yuliya Pidluzhnaya | Ukraine Russie | 9 juin 2010 12 juin 2014 |      |
| Triple saut       | 14,78 m        | Yargelis Savigne                     | Cuba           | 20 juin 2006             |      |
| Lancer du poids   | 19,21 m        | Christina Schwanitz                  | Allemagne      | 8 juin 2018              |      |
| Lancer du disque  | 64,13 m        | Darya Pishchalnikova                 | Russie         | 13 juin 2008             |      |
| Lancer du marteau | 72,85 m        | Jennifer Dahlgren                    | Argentine      | 9 juin 2010              |      |
| Lancer du javelot | 63,18 m        | Osleidys Menéndez                    | Cuba           | 20 juin 2006             |      |
| 3 000 m marche    | 12 min 0 s 87  | María Pérez                          | Espagne        | 8 juin 2018              |      |